# Ленчиці (Поморське воєводство)
Ленчиці (пол. Łęczyce, нім. Lanz) — село в Польщі, у гміні Ленчиці Вейгеровського повіту Поморського воєводства.
Населення — 1572 особи (2011).
У 1975-1998 роках село належало до Гданського воєводства.

## Демографія
Демографічна структура станом на 31 березня 2011 року:
|          | Загалом | Допрацездатний вік | Працездатний вік | Постпрацездатний вік |
| -------- | ------- | ------------------ | ---------------- | -------------------- |
| Чоловіки | 786     | 214                | 524              | 48                   |
| Жінки    | 786     | 200                | 458              | 128                  |
| Разом    | 1572    | 414                | 982              | 176                  |